# Vincenzo Valentini
Vincenzo Valentini (Canino, 1808 – Porretta Terme, 1858) è stato un politico italiano.
Nato da una famiglia di proprietari terrieri, fu in amicizia con Luciano Bonaparte che, con il titolo di Principe, risiedeva nel feudo di Canino e Musignano vendutogli dalla Camera Apostolica.

## Biografia

### Il matrimonio con Maria Alessandrina Bonaparte
Luciano Bonaparte in dissidio con il fratello Napoleone per motivi politici ed anche per la sua ostilità del suo secondo matrimonio con Alexandrine de Bleschamp era rifugiato in Italia fin dal 1804. Ma, nel  1809, con l'occupazione napoleonica dello Stato Pontificio e con la deportazione di papa  Pio VII a Fontainebleau, il Bonaparte e la sua famiglia furono costretti a fuggire da Roma ed imbarcatisi vennero catturati dagli Inglesi al largo di Civitavecchia. Nel 1814 Pio VII, tornato a capo dello Stato pontificio dopo le disfatte di Napoleone, si adoperò per la liberazione di Luciano Bonaparte che, tornato in Italia, con la vendita del Palazzo Nunez in  Via Condotti e di altre proprietà in  Frascati, poté acquistare il feudo di Canino e Musignano. Nella villa di Musignano il Valentini, amico dei figli di Luciano, Pietro e Antonio Bonaparte, si innamorò della loro sorella  Maria Alessandrina con la quale si sposò nel 1836.

### La carriera politica

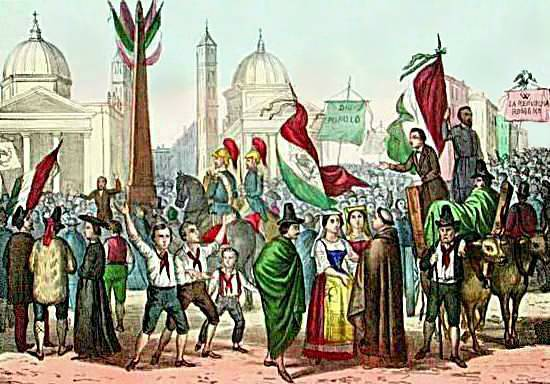
Proclamazione della Repubblica Romana

Dopo aver conseguito la laurea in giurisprudenza, il Valentini, di animo profondamente liberale, si dedicò con entusiasmo alla vita politica locale, diventando punto di riferimento della popolazione rurale. Nel mese di febbraio del 1849, il conte Valentini, ormai in auge in tutta la circoscrizione elettorale dell'ex Ducato di Castro, fu inviato a Roma come rappresentante dell'Assemblea Costituente della Repubblica Romana del 1849 e con l'appoggio politico del cognato Carlo Luciano Bonaparte e di Ciceruacchio, ebbe l'incarico di Ministro delle Finanze nel governo della Repubblica Romana retta dal triunvirato Armellini-Mazzini-Saffi.
Il 30 giugno 30 giugno 1949, dopo sanguinosi, scontri combattuti dai Bersaglieri Lombardi di Luciano Manara e dai volontari di Giuseppe Garibaldi, Roma venne occupata dal poderoso esercito francese dell'Oudinot inviato da Napoleone III in soccorso di Pio IX, fuggito nella fortezza di Gaeta. Il 12 aprile 1850, Pio IX tornò sul trono dello Stato Pontificio.

### Nella contea di Laviano
Vincenzo Valentini, a causa del ruolo politico di primo piano esercitato nella Repubblica Romana, fu costretto all'esilio in Firenze, mentre la coniuge Maria Valentini Bonaparte con i suoi quattro figli si trasferì a Perugia. Nel 1853, la principessa Bonaparte, per essere vicina al marito , acquistò, dalla famiglia perugina Degli Oddi, la tenuta di Laviano che, situata tra lo Stato Pontificio ed il territorio toscano, teneva al riparo il marito esiliato da un'eventuale cattura. La compravendita di questi terreni tuttavia non comprendeva il titolo di conte di Laviano di pertinenza della famiglia Degli Oddi (famiglia). Nonostante ciò i Valentini iniziarono a fregarsene non senza controversie legali, sebbene fossero in vita i discendenti del conte Oddo degli Oddi di Laviano e poi i loro cugini Marini Clarelli marchesi di Vacone. La villa fatta costruire dai Valentini all'interno della contea, diventò luogo privilegiato per gli incontri dei maggiori rappresentanti dell'intellighenzia dell'epoca con i partigiani della politica risorgimentale. Nel 1858 il conte Valentini, affetto da malaria, recatosi presso lo stabilimento di  Porretta Terme  per sottoporsi ad un ciclo di cure in compagnia del figlio maggiore, improvvisamente si uccise con la pistola, adoperata dal figlio nell'esercizio del tiro al bersaglio. La causa del suicidio Valentini venne spiegata dalla Principessa con il trauma del marito provocato sia dallo stato grave della sua malattia sia, perché il Conte era sconvolto dalla notizia ricevuta dell'inaspettata amnistia pontificia. Altri, più verosimilmente, spiegarono tale gesto con il fatto che il Valentini era sconvolto dall'ordine ricevuto dalla società segreta di cui faceva parte, di uccidere il congiunto  Napoleone III, accusato di aver rimesso  Pio IX sul trono dello  Stato Pontificio.

### Figli[9]
- Valentino (1838 - 1872)
- Antonio   (1839 - 1879)
- Luciana (1840 - 1925)
- Fortunata  (1845 - 1932)